# Leptothorax curtulus
Leptothorax curtulus är en myrart som beskrevs av Santschi 1929. Leptothorax curtulus ingår i släktet smalmyror, och familjen myror.

## Underarter
Arten delas in i följande underarter:
- L. c. curtulus
- L. c. gentilis